# Bulovka
Bulovka (niem. Bullendorf) – wieś w Czechach, w kraju libereckim znajdująca się 6 km od przejścia granicznego z Polską. We wsi zamieszkuje 887 mieszkańców.